# Хенер, Мартин
Ма́ртин Хе́нер (нем. Martin Häner; 27 августа 1988, Западный Берлин) — немецкий хоккеист на траве, защитник национальной сборной Германии и хоккейного клуба Берлинер. Олимпийский чемпион 2012 года, серебряный призёр чемпионата мира 2010 года, чемпион Европы.

## Спортивная биография
Заниматься хоккеем на траве Мартин Хенер начал в Берлине. Здесь же начал выступать за местные хоккейные клубы. Вскоре переехал в Англию, где выступал за клуб East Grinstead, но спустя некоторое время принял решение вернуться в Германию, где стал выступать за столичный клуб Берлинер. В 2005 году Хенер дебютировал в составе сборной Германии. В 2009 году Мартин выиграл первую международную награду, став серебряным призёром кубка чемпионов. В 2010 году Хенер был близок к победе на чемпионате мира, но в финале немецкая сборная уступила австралийцам 1:2. 
В 2012 году на летних Олимпийских играх в Лондоне Хенер в составе сборной Германии принял участие в хоккейном турнире. Немцы завершили групповой этап на втором месте, пропустив вперёд сборную Нидерландов. В полуфинале немецкая сборная обыграла сборную Австралии 4:2 и вышла в финал, где предстояло вновь встретиться с голландцами. Финальный поединок получился очень упорным, но благодаря дублю Яну-Филиппу Рабенте сборная Германии выиграла 2:1 и защитила свой титул, а Хенер впервые стал олимпийским чемпионом.

## Личная жизнь
Обучается в медицинском институте.